# Egon Ericsson-Weinemo
Egon Sven Ericsson-Weinemo, född 11 oktober 1914 i Hofors, död 24 oktober 1987, var en svensk målare.

## Biografi
Ericsson-Weinemo studerade konst för Edvin Ollers, Signe Barth och Otte Sköld i Stockholm. Tillsammans med Holger Persson ställde han ut i Sollefteå och tillsammans med Juho Suni på Rålambshof. Separat ställde han ut på De ungas salong i Stockholm. Han medverkade i samlingsutställningar i bland annat Stockholm, Gävle och Sundbyberg. Hans konst består av blommor, nakenstudier, interiörer samt landskapsbilder från Ångermanland och södra Lappland. Ericsson-Weinemo är representerad vid bland annat Länsmuseet Gävleborg. Han är gravsatt i Skogs minneslunden på Skogskyrkogården i Gävle.